# Nessuno vuole essere Robin
Nessuno vuole essere Robin è un singolo del cantautore italiano Cesare Cremonini, pubblicato il 23 febbraio 2018 come secondo estratto dal sesto album in studio Possibili scenari.

## Descrizione
Unico brano dell'album interamente scritto e composto da Cremonini, Nessuno vuole essere Robin è un brano autobiografico nonché il preferito dell'artista, che a suo dire rappresenta un seguito di Marmellata #25 del 2005. Il testo, attraverso l'ironia, narra una «profonda solitudine»:
(Cesare Cremonini intervistato da TV Sorrisi e Canzoni nel novembre 2017)

## Video musicale
Il video, diretto da Giorgio John Squarcia, è stato reso disponibile il 22 febbraio 2018 attraverso il canale YouTube del cantante e rappresenta un omaggio al film Birdman del 2014. Il protagonista (interpretato da Francesco Mastrorilli) è però il supereroe Robin, che cammina con sguardo malinconico su un palcoscenico teatrale e nel relativo dietro le quinte.

## Tracce
Download digitale
1. Nessuno vuole essere Robin – 4:42

7"
- Lato A

1. Nessuno vuole essere Robin – 4:42

- Lato B

1. Al tuo matrimonio – 4:25

## Formazione
Musicisti
- Cesare Cremonini – voce, cori, pianoforte, tastiera, chitarra elettrica ed acustica, batteria, programmazione, arrangiamento
- Alessandro Magnanini – chitarra elettrica ed acustica, tastiera, basso, sintetizzatore, batteria, cori, programmazione, arrangiamento strumenti ad arco, arrangiamento
- Nicola "Ballo" Balestri – basso, arrangiamento strumenti ad arco, arrangiamento ottoni
- Andrea Fontana – batteria
- Bruno Zucchetti – pianoforte, sassofono, programmazione
- Alessandro De Crescenzo – chitarra elettrica
- Nicola Peruch – pianoforte
- Vincenzo Vasi – theremin
- Davide Petrella – cori
- Nick Ingman – arrangiamento strumenti ad arco e ottoni, direzione orchestra

Produzione
- Walter Mameli – produzione
- Nicola Fantozzi – ingegneria del suono
- Olga Fitzroy – ingegneria del suono parti orchestrali
- Liam Nolan – missaggio ai Metropolis Studio di Londra
- Paul Norris – missaggio ai Metropolis Studio di Londra
- Sam Wheat – missaggio ai Metropolis Studio di Londra
- Nick Mills – assistenza al missaggio ai Metropolis Studio di Londra
- Daryl Johnson – assistenza al missaggio ai Metropolis Studio di Londra
- Michael Brauer – missaggio ai MBH di New York
- Steve Vealey – assistenza al missaggio ai MBH di New York
- John Davis – mastering ai Mestropolis Studio di Londra
- Joe LaPorta – mastering agli Sterling Sound di New York

## Classifiche
| Classifica (2018) | Posizione massima |
| ----------------- | ----------------- |
| Italia            | 28                |